# Xavier Péquignot
Xavier Péquignot (* 23. April 1805 in Le Noirmont; † 13. Juli 1864 in Saint-Imier) war ein Schweizer Politiker, Lehrer und Journalist. Von 1848 bis 1851 gehörte er dem Nationalrat an.

## Biografie
Der Sohn eines Uhrmachers und Landwirts studierte Recht an der Universität Heidelberg. Danach arbeitete er in Polen als Rechtsanwalt, Hauslehrer und Bibliothekar. Ab 1832 war Péquignot in Pruntrut als Redaktor der von Xavier Stockmar gegründeten Zeitung L’Helvétie tätig. Er präsidierte ab 1839 das Amtsgericht des Bezirks Franches-Montagnes und gehörte dem Berner Appellationsgericht an. Daneben durchlief er eine militärische Laufbahn: Während des Sonderbundskriegs von 1847 gehörte er dem Generalstab von Guillaume Henri Dufour an, im darauf folgenden Jahr wurde er auf Empfehlung Dufours zum Oberstleutnant befördert.
Seine politische Karriere begann 1839 mit der Wahl in den Grossen Rat des Kantons Bern, dem er bis 1846 angehörte. Péquignot vertrat liberale Ansichten und präsidierte den Grossen Rat in seinem letzten Amtsjahr. Ebenfalls 1846 gehörte er dem Verfassungsrat an, der eine neue Kantonsverfassung ausarbeitete. Im Oktober 1848 kandidierte er bei den ersten Nationalratswahlen und wurde im Wahlkreis Jura gewählt; drei Jahre später verzichtete er auf eine Wiederwahl. Ab 1849 war Péquignot Rektor des Lehrerseminars in Pruntrut, in den Jahren 1855/56 der Industrieschule in Le Locle. Schliesslich war er von 1856 bis zu seinem Tod Schulinspektor der Primar- und Sekundarschulen im Berner Jura.